# Ludwig Kersandt
Ludwig Kersandt (Znamensk, 24 de junho de 1821 – Frankfurt an der Oder, 2 de novembro de 1892) foi um médico alemão.

## Vida
Kersandt frequentou o Altstädtisches Gymnasium em Königsberg. Após o Abitur inscreveu-se no exército prussiano. Estudou medicina na Universidade de Königsberg e foi no semestre de inverno de 1842/43 membro do Corps Masovia Königsberg zu Potsdam. Como doutor participou da Guerra Franco-Prussiana em 1870.
Foi sepultado no Cemitério dos Professores em Königsberg.